# English Rose
English Rose è una raccolta del gruppo rock dei Fleetwood Mac, pubblicata nel gennaio del 1969.

## Tracce
Lato A
1. Stop Messin' Round – 2:18 (Peter Allen Green, C G Adams)
2. Jigsaw Puzzle Blues – 1:33 (Danny Kirwan)
3. Doctor Brown – 3:43 (Bep Brown (J.T. Brown))
4. Something Inside of Me – 3:54 (Danny Kirwan)
5. Evenin' Boogie – 2:39 (Jeremy Spencer)
6. Love That Burns – 5:05 (Peter Allen Green, C G Adams)

Durata totale: 19:12
Lato B
1. Black Magic Woman – 2:46 (Peter Allen Green)
2. I've Lost My Baby – 4:14 (Jeremy Spencer)
3. One Sunny Day – 3:09 (Danny Kirwen)
4. Without You – 4:36 (Danny Kirwan)
5. Coming Home – 2:38 (Elmore James)
6. Albatross – 3:07 (Peter Allen Green)

Durata totale: 20:30
- Sull'ellepì originale (sia nelle note degli autori dei brani che nella formazione) il membro Danny Kirwan viene citato erroneamente come Kirwen.

## Formazione
- Peter Green - voce, chitarra
- Jeremy Spencer - voce, chitarra slide, pianoforte
- Danny Kirwan - voce, chitarra
- John McVie - basso
- Mick Fleetwood - batteria